# Дирів Іван Ярославович
Іван Ярославович Дирів (21 червня 1979, с. Саджава, Богородчанський район, Івано-Франківська область) — голова Долинської об'єднаної територіальної громади.

## Життєпис

### Освіта
Освіта вища: з 1996 по 2002 рік навчався в Національному Університеті «Львівська політехніка» за спеціальністю «Електричні системи i мережі» та здобув кваліфікацію інженера-електрика.
3 2005 по 2010 рік навчався в Івано-Франківському університеті права імені Короля Данила Галицького за  спеціальністю «Правознавство» та здобув кваліфікацію магістра права.

### Трудова діяльність
З листопада по вересень 2002 року працював електромонтером в Долинському лінійному виробничому управлінні магістральних  газопроводів. 3 вересня 2002 року по березень  2014  року працював інженером-енергетиком  в Долинському лінійному виробничому  управлінні  магістральних газопроводів.
З березня 2014 року по грудень 2015 року обраний на посаду заступника голови Долинської районної ради Івано-Франківської області.
3 вересня 2014 року по вересень 2015 року проходив службу за мобілізацією в Збройних силах України. Учасник бойових дій.
3 лютого 2016 по жовтень працював інженером-енергетиком в Долинському лінійному виробничому управлінні магістральних газопроводів ТОВ «Оператор газотранспортної системи України».
З грудня 2020 року голова Долинської об'єднаної територіальної громади.

### Політична кар'єра
З 2006 по 2020 обирався депутатом Долинської міської ради п'ятого демократичного скликания. 3 2010 — депутат Долинської районної ради Івано-Франківської обласі шостого та сьомого демократичного скликань.
Член Всеукраїнського об'єднання «Свобода».

### Родина і приватне життя
Дружина — Дирів Леся Петрівна.
Син — Дирів Андрій  Іванович.
Дочка — Дирів Соломія Іванівна.

## Порушення антикорупційного законодавства
У 2025 році поліція передала до суду 40 протоколів щодо міського голови Долини Івана Диріва. Національне агентство з питань запобігання корупції (НАЗК) встановило, що він систематично сам себе преміював, ухвалюючи відповідні розпорядження, попри наявний конфлікт інтересів. Раніше Диріва вже притягували до відповідальності за схожі порушення. У разі визнання вини йому загрожує штраф і можливе обмеження права обіймати посади.